# Arthroderma flavescens
Arthroderma flavescens är en svampart som beskrevs av R.G. Rees 1967. Arthroderma flavescens ingår i släktet Arthroderma och familjen Arthrodermataceae.   Inga underarter finns listade i Catalogue of Life.